# Радж'япала
Радж'япала — восьмий імператор Пала. Його правління тривало 32 роки.